# Gérard Fenouil
Gérard Fenouil (ur. 23 czerwca 1945 w Paryżu, zm. 8 października 2023 w Les Sables-d’Olonne) – francuski lekkoatleta, medalista olimpijski i mistrzostw Europy.
Był sprinterem. Zdobył złoty medal w biegu na 200 metrów na europejskich igrzyskach juniorów w 1964 w Warszawie.
Zwyciężył w sztafecie 4 × 100 metrów w finale Pucharu Europy w 1967 w Kijowie. Zdobył brązowy medal w tej konkurencji na igrzyskach olimpijskich w 1968 w Meksyku (sztafeta biegła w składzie Fenouil, Jocelyn Delecour, Claude Piquemal i Roger Bambuck). Na tych samych igrzyskach odpadł w półfinale biegu na 100 metrów.
Został mistrzem Europy w 1969 w Atenach w sztafecie 4 × 100 metrów (wraz z nim biegli Alain Sarteur, Patrick Bourbeillon i François Saint-Gilles). Indywidualnie był czwarty w biegu na 100 metrów. Na mistrzostwach Europy w 1971 w Helsinkach zajął 7. miejsce w biegu na 200 metrów. Podobnie był siódmy w sztafecie 4 × 100 metrów podczas igrzysk olimpijskich w 1972 w Monachium.
Fenouil był mistrzem Francji w biegu na 100 metrów w 1969 oraz w biegu na 200 metrów w latach 1969–1971, wicemistrzem w biegu na 100 metrów w 1968 i 1970 oraz w biegu na 200 metrów w 1968 i 1972, a także brązowym medalistą w biegu na 100 metrów w 1967 i 1971.
Dwukrotnie poprawiał rekord Francji w sztafecie 4 × 100 metrów do wyniku 38,42 s, osiągniętego 20 października 1968 w Meksyku.
Rekordy życiowe Fenouila:
- bieg na 100 metrów – 10,40 s (14 października 1968, Meksyk)
- bieg na 200 metrów – 20,74 s (2 sierpnia 1970, Zurych)